# Onechte koraalslang
De onechte koraalslang ook wel valse koraalslang (Anilius scytale) is de enige soort uit de familie woelslangen (Aniliidae).

## Naam en indeling
De soort werd voor het eerst wetenschappelijk beschreven door Carl Linnaeus in 1758. Oorspronkelijk werd de wetenschappelijke naam Anguis Scytale gebruikt. De soort behoorde later tot het geslacht Tortrix, waardoor de verouderde wetenschappelijke naam in de literatuur wordt gebruikt. Het is tegenwoordig de enige soort uit het monotypische geslacht Anilius en de eveneens monotypische familie woelslangen.
Er worden twee ondersoorten erkend, die verschillen in uiterlijk en verspreidingsgebied.
| Naam                       | Auteur        | Verspreidingsgebied                  |
| -------------------------- | ------------- | ------------------------------------ |
| Anilius scytale phelpsorum | Roze, 1958    | Venezuela                            |
| Anilius scytale scytale    | Linnaeus,1758 | De rest van het verspreidingsgebied. |

## Verspreiding en habitat
De onechte koraalslang komt alleen voor in het noorden van Zuid-Amerika, ten oosten van het Andesgebergte. De slang leeft in de landen Brazilië, Venezuela, Trinidad, Colombia, Bolivia, Ecuador, Frans-Guyana, Guyana en Peru. De soort is aangetroffen van zeeniveau tot op een hoogte van ongeveer 1000 meter boven zeeniveau.
De habitat bestaat uit vochtige tropische en subtropische laaglandbossen en vochtige savannen. Ook in door de mens aangepaste streken zoals weilanden, landelijke tuinen, kanalen, greppels en vijvers kan de slang worden gevonden. De slang is een typische bodembewoner die de strooisellaag bewoont. Het dier graaft zelf holen en gebruikt geen holen van andere dieren.

## Beschermingsstatus
Door de internationale natuurbeschermingsorganisatie IUCN is de beschermingsstatus 'veilig' toegewezen (Least Concern of LC).

## Uiterlijke kenmerken

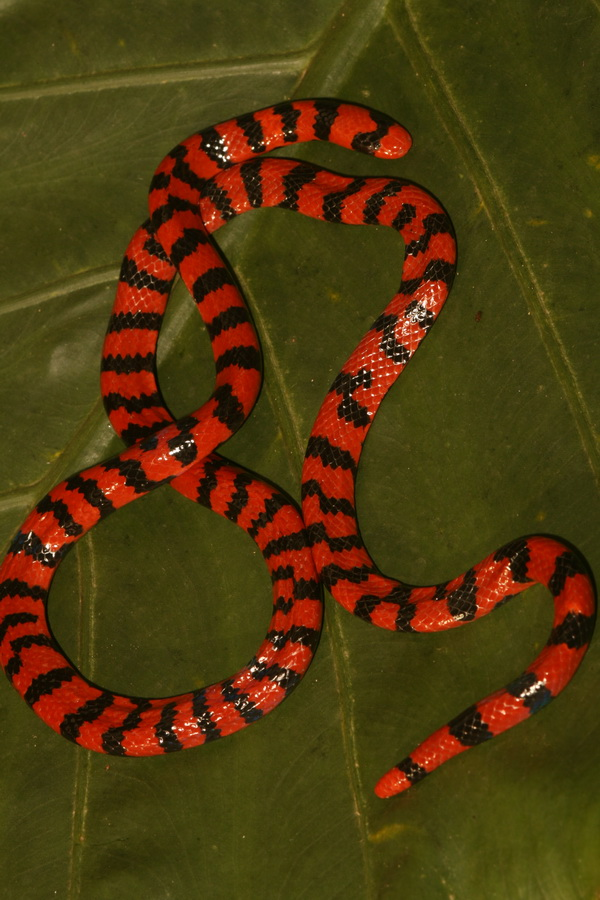
Exemplaar uit Brazilië.

Deze slang bereikt een lichaamslengte van ongeveer 75 tot 85 centimeter, maximaal 91 cm.
De slang is te herkennen aan het rode lichaam met zwarte dwarsbanden. De dwarsbanden komen soms samen aan de buikzijde. De buikzijde zijn veel minder breed dan die van andere slangen. De snuitpunt is altijd rood en heeft een afgerond uiteinde, evenals de staartpunt. Hierdoor zijn het begin en einde van deze slang moeilijk uit elkaar te houden. Dit is een voordeel bij predatie, omdat vijanden verward raken.
Het lichaam heeft een cilindrische vorm en de kop is niet duidelijk afgesnoerd van de nek. De kop is onopvallend en heeft en gladde schubben, de ogen zijn klein en worden bedekt door een schub. De oogschub is grillig van vorm en niet rond zoals bij de meeste andere slangen. De bek kan niet ver worden opengesperd zoals bij veel andere slangen het geval is, waardoor alleen relatief kleine of dunne prooidieren.

### Mimicry
De onechte koraalslang lijkt op vertegenwoordigers van de koraalslangen, die meestal zeer giftig zijn. Deze gelijkenis van een onschuldige soort op gevaarlijke soorten wordt wel mimicry genoemd. De slang lijkt met name op soorten uit de geslachten Atractus, Oxyrhophus en Micrurus.
De slang lijkt voornamelijk op de zeer giftige harlekijnkoraalslang (Micrurus fulvius), een zeer giftige slangensoort met een overlappend verspreidingsgebied. Het imiteren van gevaarlijke soorten door niet-gevaarlijke soorten wordt overigens ook wel mimicry genoemd. Een andere slang die dit trucje gebruikt is de melkslang (Lampropeltis triangulum). Het verschil zit hem in de kleuren van de dieren, de harlekijnkoraalslang heeft erg brede rode en smallere zwarte banden, met tussen iedere schakeling een zeer smalle oranje of gele band. Bij de onechte koraalslang ontbreken gele of oranje kleuren, en zijn de zwarte en rode banden veel smaller, slechts een vierde.

## Levenswijze
Deze soort leeft fossorisch- ingegraven in de grond- maar komt ook wel boven, echter zelden overdag. De onechte koraalslang heeft een kleine mondopening en leeft voornamelijk van kleine smalle dieren zoals slangen, waaronder koraalslangen uit het geslacht Atractus, wormsalamanders en paling-achtige vissen uit het geslacht Synbranchus. De bek van de slang is te klein om bredere prooien op te nemen.
De onechte koraalslang is eierlevendbarend er worden dus geen eieren afgezet maar de jongen komen levend ter wereld. Het aantal jongen varieert van vier tot vijftien. De juvenielen zijn al relatief groot in vergelijking met het moederdier.